# All Man (film 1916)
All Man è un film muto del 1916 diretto da Émile Chautard. Su soggetto di Willard Mack, la sceneggiatura fu firmata da Frances Marion. Il film aveva come interpreti Robert Warwick, Mollie King, Gerda Holmes, Louis R. Grisel, Alec B. Francis, Charles Duncan.

## Trama
Figlio di John Sherman Blake, un milionario newyorkese, Jim Blake è un allegro giovanotto dalle mani bucate. Per dimostrare di non essere soltanto un fannullone, parte per il West dove va a lavorare nel ranch paterno. Ben presto, riesce a ottenere il rispetto degli altri allevatori soprattutto quando si oppone alle angherie di un bullo locale prendendolo a frustate e, poi, quando tenta di farsi farsi pagare i danni da John Maynard, presidente della società ferroviaria, ritenuto responsabile per la morte di alcuni bovini delle mandrie del ranch. Il magnate, però, si rifiuta di rifondere i danni. Blake, allora, compera un terreno che serve alla ferrovia, costringendo di conseguenza Maynard a dover pagare un prezzo molto alto per poterne entrare in possesso. Jim, nel frattempo, si è innamorato di Alice, la figlia di Maynard. La ragazza, prima di ripartire per l'Est, accetta di sposarlo promettendo di aspettarlo. Ma sua sorella Ethel, gelosa, intercetta le lettere dei due innamorati, facendole sparire. Le sue manovre, però, verranno scoperte. Gli innamorati si ritrovano e, finalmente, riescono a ottenere anche la benedizione del vecchio Maynard che accetta Jim come genero.

## Produzione
Il film fu prodotto dalla Peerless Productions. Il regista Emile Chautard prese come assistente alla regia il figliastro, George Archainbaud, che in seguito sarebbe diventato anche lui un noto regista.

## Distribuzione
Il copyright del film, richiesto dalla World Film Corp., fu registrato il con il 18 novembre 1916 numero LU9542.
Distribuito dalla World Film e presentato da William A. Brady, il film uscì nelle sale cinematografiche statunitensi il 4 dicembre 1916.
Non si conoscono copie ancora esistenti della pellicola che viene considerata presumibilmente perduta.